# Stockholmsmässan
La Stockholmsmässan, talvolta detta Älvsjömässan, è la maggiore struttura fieristica della capitale svedese Stoccolma, situata nella circoscrizione di Älvsjö.

## Storia
La Stockholmsmässan fu fondata dai fratelli Börje e Folke Claeson utilizzando come sede lo Stadio reale di tennis di Stoccolma nel 1942 sotto il nome di St:Eriks-Mässan. Nel 1964 la città di Stoccolma e la Camera di commercio locale ne diventarono le proprietarie e commissionarono la costruzione di una nuova aerea fieristica.
Furono individuate due aree: Järvafältet e Älvsjö. I lavori iniziarono nel territorio di quest'ultima nel 1966 e si conclusero tra il 1970 e il 1971. Le due sale principali furono inaugurate il 20 marzo 1971 dal re Gustavo VI Adolfo. Altre due sale si aggiungeranno nel 1977 e nel 1981.